# صمويل غولدوين
صمويل غولدوين (بالإنجليزية: Samuel Goldwyn) (ولد في يوليو 1879م – وتوفي في 31 من يناير 1974م) هو منتج أفلام أمريكي. وقد اشتهر بطريقة ملحوظة بكونه مؤسسًا مساهمًا ومديرًا تنفيذيا للعديد من استوديوهات الأفلام السينيمائية في هوليوود.

## النشأة
وُلد غولدوين صمويل جيلبفيسز في مدينة وراسو (Warsaw) مملكة بولندا (Congress Poland) ،الإمبراطورية الروسية لعائلة حسيدية، يهودية بولندية. وأمه هنا ريبان (Hannah Reban) (جاريكا) (Jarecka) وأبوه آرون ديفيد جيلبفيسز (Aaron David Gelbfisz) وهو أحد الباعة الجائلين. وفي سن مبكرة، ترك وارسو فقيرًا ماشيًا على قدميه. وانتقل إلى برمنغهام، إنجلترا، حيث عاش مع أقاربه لبضعة سنوات حاملاً اسم صمويل جولدفيش. وفي عام 1898م هاجر إلى الولايات المتحدة، بيد أنه كانت لديه مخاوف من منعه من دخولها لذا نزل من على المركب في نوفا سكوتيا (Nova Scotia) بكندا قبل انتقاله إلى نيويورك في يناير 1899م. حيث وجد عملاً له شمال مقاطعة جلوفيرسيل، نيويورك، في مجال الأثواب المزدهر في هذا الوقت. وسرعان ما مكنته مهارته الفطرية في التسويق من أن يكون بائعًا ناجحًا بشركة آلبانو جلوف (Albano Glove). وبعد أربع سنوات من العمل بها كنائب لمدير المبيعات، عاد ثانية إلى مدينة نيويورك. [بحاجة لمصدر]

## وصلات خارجية
- صمويل غولدوين على موقع IMDb (الإنجليزية)
- صمويل غولدوين على موقع الموسوعة البريطانية (الإنجليزية)
- صمويل غولدوين على موقع مونزينجر (الألمانية)
- صمويل غولدوين على موقع ميوزك برينز (الإنجليزية)
- صمويل غولدوين على موقع تيرنر كلاسيك موفيز (الإنجليزية)
- صمويل غولدوين على موقع أول موفي (الإنجليزية)
- صمويل غولدوين على موقع إن إن دي بي (الإنجليزية)
- صمويل غولدوين على موقع قاعدة بيانات الفيلم (الإنجليزية)
- American Masters: Sam Goldwyn
- The American Presidency Project